# Андрійчук Василь Степанович
Андрійчук Василь Степанович (04.08.1947, с. Човниця Ківерцівського р-ну Волинської обл.) — український громадський діяч у Хабаровську. З січня 1967 року — на військовій службі на Далекому Сході. Після закінчення служби залишився у Хабаровську, працював на будівництві робітником, виконробом. Від 2003 року — на пенсії. Активний учасник українського гуртка, що утворився у Хабаровську 1990 року та один із організаторів і активний учасник Хабаровського крайового товариства української культури «Зелений Клин» (від 1992 року), від 9 листопада 1998 року — член його правління. Учасник І Всесвітнього форуму українців (1992). На початку 1990-х активно дописував до української преси на теми українського національного відродження.